# X Возничего
X Возничего (лат. X Aurigae), HD 42212 — одиночная переменная звезда в созвездии Возничего на расстоянии (вычисленном из значения параллакса) приблизительно 1496 световых лет (около 459 парсеков) от Солнца. Видимая звёздная величина звезды — от +13,8m до +7,8m.

## Характеристики
X Возничего — красный гигант, пульсирующая переменная звезда, мирида (M) спектрального класса M3e-M7e или M3-5e. Радиус — около 74,87 солнечных, светимость — около 949,054 солнечных. Эффективная температура — около 3703 К.